# 法爾茨山
47°19′53″N 10°2′59″E / 47.33139°N 10.04972°E

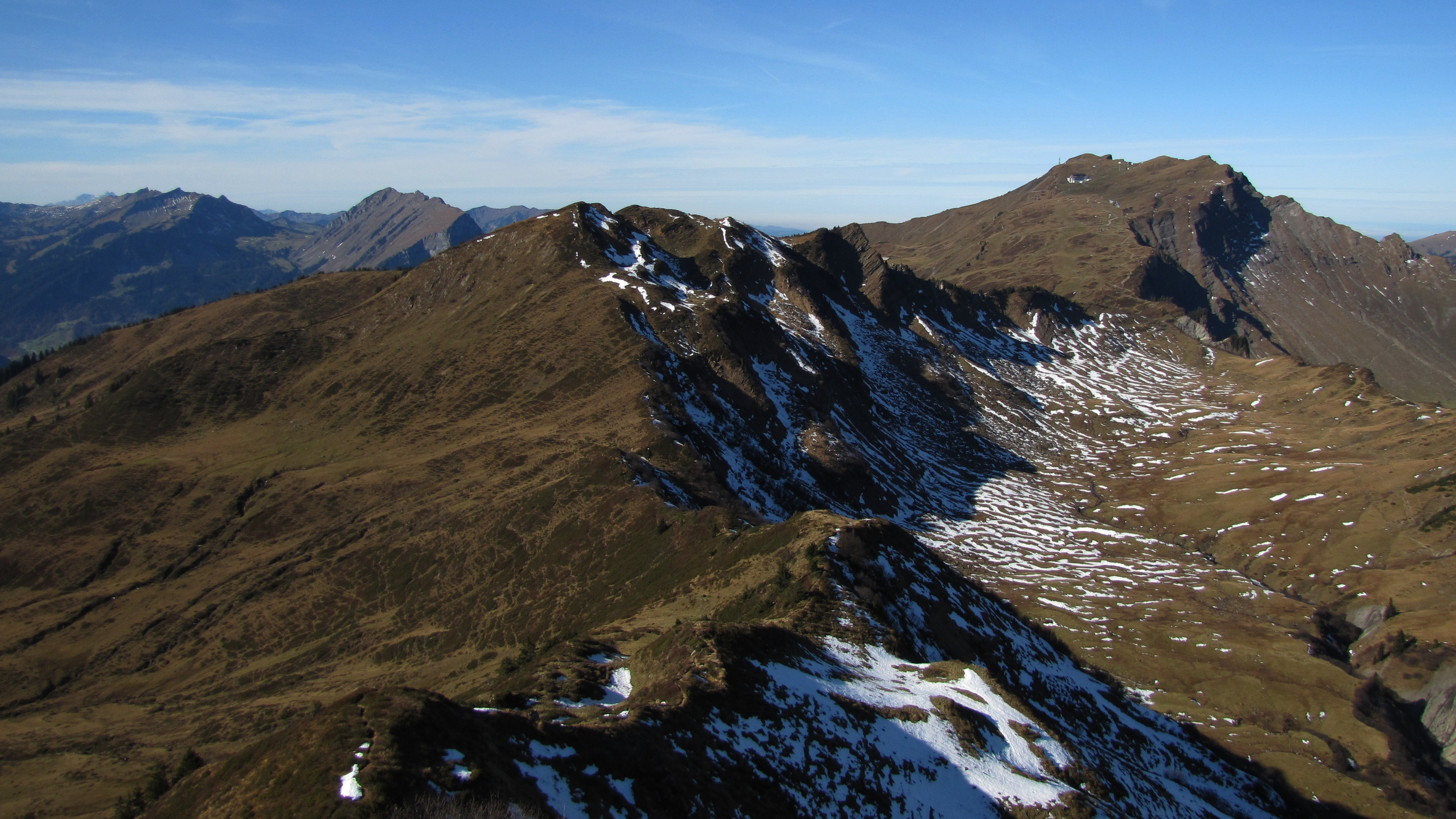

法爾茨山（德語：Falzer Kopf），是奧地利的山峰，位於該國西部，由福拉爾貝格州負責管轄，屬於阿爾高阿爾卑斯山脈的一部分，距離克羅伊茨曼德爾山1.8公里，海拔高度1,968米。